# Messier 30
Messier 30 (M30 o NG C7099) és un cúmul globular situat a la constel·lació de Capricorn. Va ser descobert per Charles Messier el 1764, tot i que no hi va resoldre estrelles individuals. William Herschel serà el primer que va resoldre estrelles el 1784.
M30 és un cúmul dens, situat a uns 26.000 anys llum del sistema solar; té un diàmetre aproximat de 75 anys llum. El cúmul s'aproxima al sistema solar a una velocitat de 164 km/sec. S'hi poden observar una dotzena d'estrelles variables. Les estrelles més brillants són gegants vermelles amb una magnitud aparent de +12,1.